# Matthieu Lecuyer
Matthieu Lecuyer, né le 19 août 1980 à Bordeaux, est un pilote automobile français, issu de la filière Peugeot. Il a couru en tant que membre de l'équipe Oreca, Peugeot Sport, CD Sport, Performance Engineering, DKR Engineering, Team Speedcars, Iconic Parts, Ginetta USA  , Radical cars , Vortex SAS et Backdraft Racing en tant que pilote usine. En 2015 il intègre Lamborghini Miami.Matthieu Lecuyer a piloté de nombreux protoypes : THP Spider, BRS 4.0 , Norma M20 FC , ORECA FLM , ORECA LMP2 mais aussi de nombreuses GT : Ferrari 458 GT3, AUDI R8 LMS ULTRA , BMW Z4 GT3 , Lamborghini LP 570 , Lamborghini Huraccan GT3 , Mustang GT3 , BMW MGT3 , BDR GT3 , Ginetta G55 GT4 , Ginetta G55 GT3 , Porsche RSR.

## Sa carrière
Matthieu Lecuyer a commencé sa carrière sportive en Legends car cup de 2007 à 2008. Sa saison 2008 comprenait deux pole positions et trois victoires. En 2009, il a participé à la THP Spider Cup Peugeot. Il a également participé au SCCA GT1 USA cette année-là. En 2010, il intègre le championnat Bioracing séries et termine à la 3e place.
En 2011, il est engagé à la fois en Endurance Series VDEV en catégorie prototype (Norma M20 FC) et à la Radical European Masters. Matthieu Lecuyer a été de nouveau engagé en Michelin FIA endurance series VDEV en 2012 et 2013, toujours en catégorie prototype. En 2013, il intègre l'équipe Oreca et participe au championnat ELMS (European Le Mans Series) au volant du prototype (Oreca 09) Il termine sur le podium à deux reprises à Imola et Silverstone. En 2013, il a également couru au Pirelli World Challenge aux USA (Mustang BOSS 302 S GT3) et la NASA Pro Racing. Matthieu Lecuyer a participé aux 24 Heures du Mans en juin 2013.
Il est le pilote officiel du constructeur américain Backdraft Racing depuis 2012, chargé des courses mais aussi du développement des voitures de routes et de compétition de la marque. En 2014, Lecuyer a participé au championnat GT Tour (France), au NASA Pro Racing (USA), au FARA Racing (USA),. Lors de la première course FARA 2014 à Homestead-Miami Speedway en février de la même année, il est heurté par une Corvette GT1 lors des essais et ne pourra pas prendre part à la course. Un mois plus tard, il termine à la deuxième place au Continental Finance Challenge sur glace avec Olivier Panis et Franck Lagorce. Il effectue le meilleur temps absolu .
En avril 2014, il a terminé à la troisième place lors de sa première course du championnat GT Tour au Mans pour l'équipe Speed Car. Il pilotait une Audi R8 LMS Ultra.
En octobre 2014, il court pour l'usine Ginetta USA lors de la Miami Race of Champions et termine 4e en ayant été leader de sa catégorie pendant plus d'une heure et demie. Une panne de freins le retiendra de longue minutes dans les stands et l'empêchera d'accéder au podium.

Pour la saison 2015, Matthieu Lecuyer est recruté par Ginette USA pour disputer le championnat FARA PRO en équipage avec le gentleman Brésilien Kreis Rulino. À mi saison Matthieu est 3e du championnat malgré deux courses non disputées avec trois podiums consécutif au Spring challenge, Sunset 300 Miami et 500 miles de Sebring. En septembre 2015 il signe une fin de saison avec Lamborghini of Miami et Avid motorsport dans le championnat Super Trofeo North America. Il réalise un podium (2e) lors de sa première course en Pro Cup avec le constructeur italien sur le circuit des Amériques à Austin au Texas, Puis 7e lors de l'épreuve de Petit Le Mans sur le circuit de Road Atlanta.En novembre 2015 il remporte la 2e course de la finale mondiale SUPER TROFEO de la catégorie PRO sur le circuit de Sebring en Floride. Il décroche par la même occasion le meilleur temps en course. Pour la saison 2017 c'est pour un retour en endurance avec le championnat Endurance Série qu'il intègre en tant que pilote VORTEX à bord de la silhouette VW Sirocco. Il finira 3e de la manche des 12 Magny cours. Lors des 24H de Barcelone la même année, il devra abandonner en étant resté longtemps troisième de sa catégorie après avoir rencontré de multiples pannes tout au long de la course.

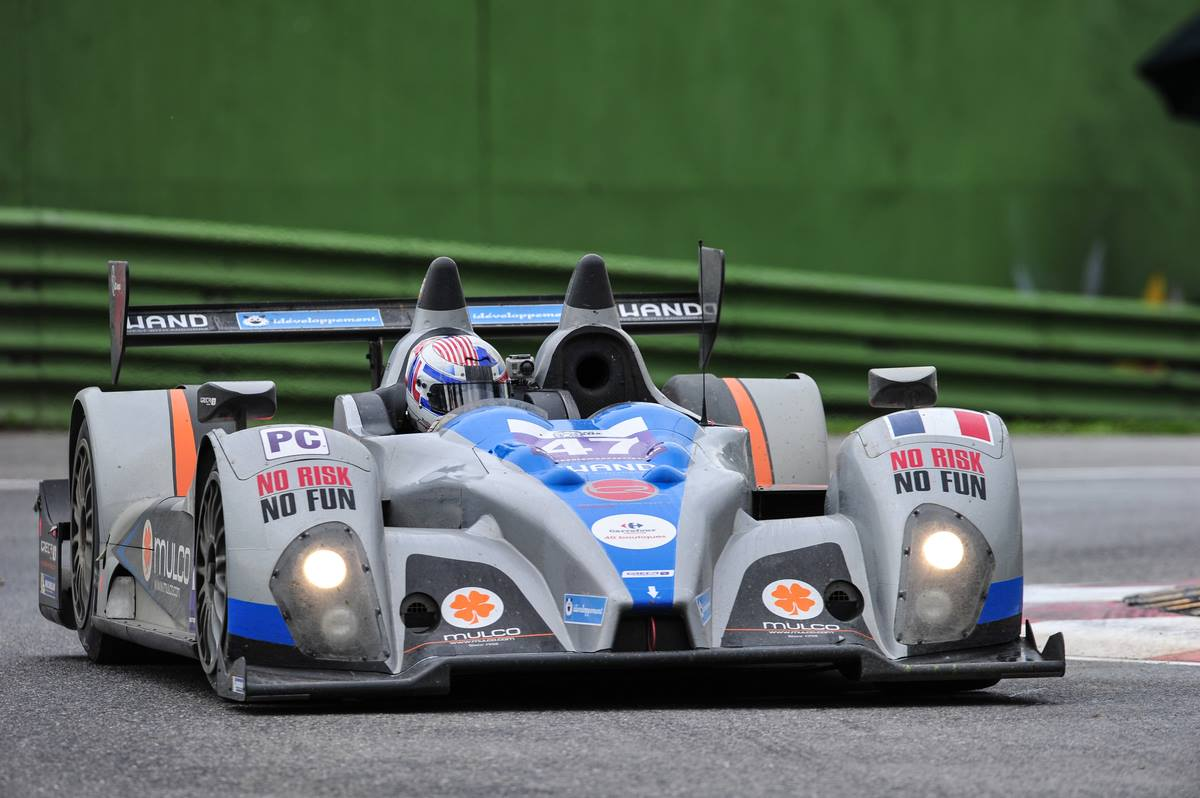

| Série                        | Voie                       | Résultat     | Équipe                               | Voiture           |
| ---------------------------- | -------------------------- | ------------ | ------------------------------------ | ----------------- |
| Michelin Endurance (2013)    | Barcelona                  | 6e           | CD Sport                             | Norma M20 FC      |
| ELMS-European Le Mans (2013) | Silverstone                | 3e           | Oreca                                | Oreca 09          |
| ELM-European Le Mans (2013)  | Imola                      | 3e           | Oreca                                | Oreca 09          |
| ELM-European Le Mans (2013)  | Castellet                  | 5e           | DKR Engineering                      | BMW Z4 GT3        |
| GT Tour (2014)               | Le Mans                    | 3e           | Speed Car                            | Audi R8 LMS Ultra |
| FARA USA (2014)              | Miami Homstead speedway    | 4e           | Ginetta USA                          | G55 GT3           |
| FARA USA (2015)              | Spring Challenge           | 3e           | Ginetta USA                          | G55 GT3           |
| FARA USA (2015)              | SUNSET 300                 | 3e           | Ginetta USA                          | G55 GT3           |
| FARA USA (2015)              | SEBRING 500 Miles          | 3e           | Ginetta USA                          | G55 GT3           |
| Super Trofeo North America   | CIrcuit of the Amrecias    | 2e(PRO)      | Lamborghini Miami by AviD Motorsport | LP 570 ST         |
| Super Trofeo North America   | Road Atlanta Petit LE Mans | 7e(PRO)      | Lamborghini Miami by AviD Motorsport | LP 570 ST         |
| Super Trofeo WORLD FINAL     | Sebring                    | 1er (Pro-Am) | Lamborghini Miami by AviD Motorsport | LP 570 ST         |
| FARA PRO                     | Miami Super Speedway       | 3e           | FMS Motorsport                       | Porsche Cup       |
| TCR ENDURANCE WORLD          | Magny-Cours F1             | 3e           | VORTEX SA                            | GC10              |
| TCR ENDURANCE WORLD          | Barcelona-Catalunya F1     | DNF          | VORTEXSA                             | GC10              |

## Vie privée
Matthieu Lecuyer vit aux USA, il est marié et père de deux petites fille née en 2018 et 2021. Matthieu Lecuyer détient ses licences de pilote de ligne et pilote professionnel. Il est aussi connu pour sa collection automobile. Il a participé à de nombreuses grandes ventes aux enchères comme Peeble Beach avec Gooding and Co et RM Southeby's ou encore Artcurial à Paris.